# Contea di Floyd (Virginia)
La contea di Floyd (in inglese Floyd County) è una contea dello Stato della Virginia, negli Stati Uniti. La popolazione al censimento del 2000 era di 13 874 abitanti. Il capoluogo di contea è Floyd.